# Giovanni Sartori
Giovanni Sartori (Firenze, 1924. május 13. – Firenze, 2017. április 4.) olasz politológus, szociológus.

## Művei
- Da Hegel a Marx. La dissoluzione della filosofia hegeliana (1951)
- Etica e libertà in Kant (1953)
- La filosofia pratica di Benedetto Croce (1955)
- Croce etico-politico e filosofo della libertà (1956)
- Democrazia e definizioni (1957)
- Questioni di metodo in scienza politica (1959)
- Il Parlamento italiano. 1946-1963 (1963)
- Partiti e sistemi di partito. Corso di scienza politica. A. acc. 1964-1965 (1965)
- Stato e politica nel pensiero di Benedetto Croce (1966)
- Antologia di scienza politica (1970)
- Correnti, frazionismo e fazioni nei partiti politici italiani (1973)
- Parties and Party Systems. A framework for analysis (1976)
- Il cittadino totale. Partecipazione, eguaglianza e libertà nelle democrazie d'oggi (1977)
- La politica. Logica e metodo in scienze sociali (1979)
- Teoria dei partiti e caso italiano (1982)
- Elementi di teoria politica (1987)
- The Theory of Democracy Revisited (1987)

I, The contemporary debate
II, The classical issues
- La comparazione nelle scienze sociali (1991)
- Seconda Repubblica? Sì, ma bene (1992)
- Partidos y sistemas de partidos. Marco para un análisis (1992)
- Democrazia. Cosa è (1993)
- Comparative Constitutional Engineering. An inquiry into structures, incentives and outcomes (1994)
- Ingegneria costituzionale comparata. Strutture, incentivi ed esiti (1995)
- Come sbagliare le riforme (1995)
- Homo videns. Televisione e post-pensiero (1997)
- Studi crociani (1997)

I, Croce filosofo pratico e la crisi dell'etica
II, Croce etico-politico e filosofo della libertà
- Pluralismo, multiculturalismo e estranei. Saggio sulla società multietnica (2000)
- La Terra scoppia. Sovrappopolazione e sviluppo (2003)
- Mala tempora (2004)
- Mala costituzione e altri malanni (2006)
- La democrazia in trenta lezioni (2008)
- Il sultanato (2009)
- Il paese degli struzzi. Clima, ambiente, sovrappopolazione (2011)
- Logica, metodo e linguaggio nelle scienze sociali (2011)
- La corsa verso il nulla. Dieci lezioni sulla nostra società in pericolo (2015)

Magyarul megjelent művei
- Demokrácia; ford. Soltész Erzsébet; Osiris, Bp., 1999 (Osiris tankönyvek)
- Összehasonlító alkotmánymérnökség. A kormányzati rendszerek struktúrái, ösztönzői, teljesítményei; ford. Soltész Erzsébet; Akadémiai, Bp., 2003